# Casa de Nassau
Casa de Nassau (en neerlandés: Huis Nassau; en luxemburgués: Haus vun Nassau; en alemán: Haus Nassau) es una familia nobiliaria de Alemania, descendiente de los condes de Laurenburgo, originada hacia 1100. Ese año, dichos nobles construyeron el castillo de Nassau y luego adquirieron posesiones al este del Rin.
Desde 1255 se dividió en dos líneas: la de Walram y la de Otón.
A la primera perteneció Adolfo de Nassau (1250-1298), hijo de Walram y Rey de Romanos, y su descendencia, entre la que se encuentra la actual familia reinante de Luxemburgo. A la línea de Otón perteneció Guillermo de Orange (1533-1584), fundador de la rama Orange-Nassau (Casa de Orange-Nassau), extinguida con Guillermo III de Inglaterra (1650-1702). De la rama Nassau-Dietz se destacan Guillermo IV de Orange-Nasau (1711-1751) y Guillermo I de los Países Bajos (1772-1843).

## Origen
La zona que pasó a ser el condado de Nassau formaba parte del Ducado de Franconia. Cuando Franconia se fragmentó a principios del siglo XIII con la caída de los Hohenstaufen, Nassau surgió como un estado independiente como parte del Sacro Imperio Romano Germánico.
El conde Dudo-Enrique de Laurenburg (1060-1123) es considerado como el fundador de la Casa de Nassau.Dudo fue hijo de Ruperto, arzobispo de Maguncia en Siegerland.Dudo era el señor o Vogt (funcionario medieval) de Lipporn y Miehlen y poseía grandes partes de las tierras de Lipporn-Laurenburg. Hay más personas conocidas que, como propietarios de las tierras de Lipporn y Laurenburg (y por lo tanto los predecesores de Dudo), probablemente también fueron sus antepasados. El primero es un tal Drutwin mencionado en 881 como terrateniente en Prüm , y que es el antepasado posible más antiguo conocido de la Casa de Nassau.

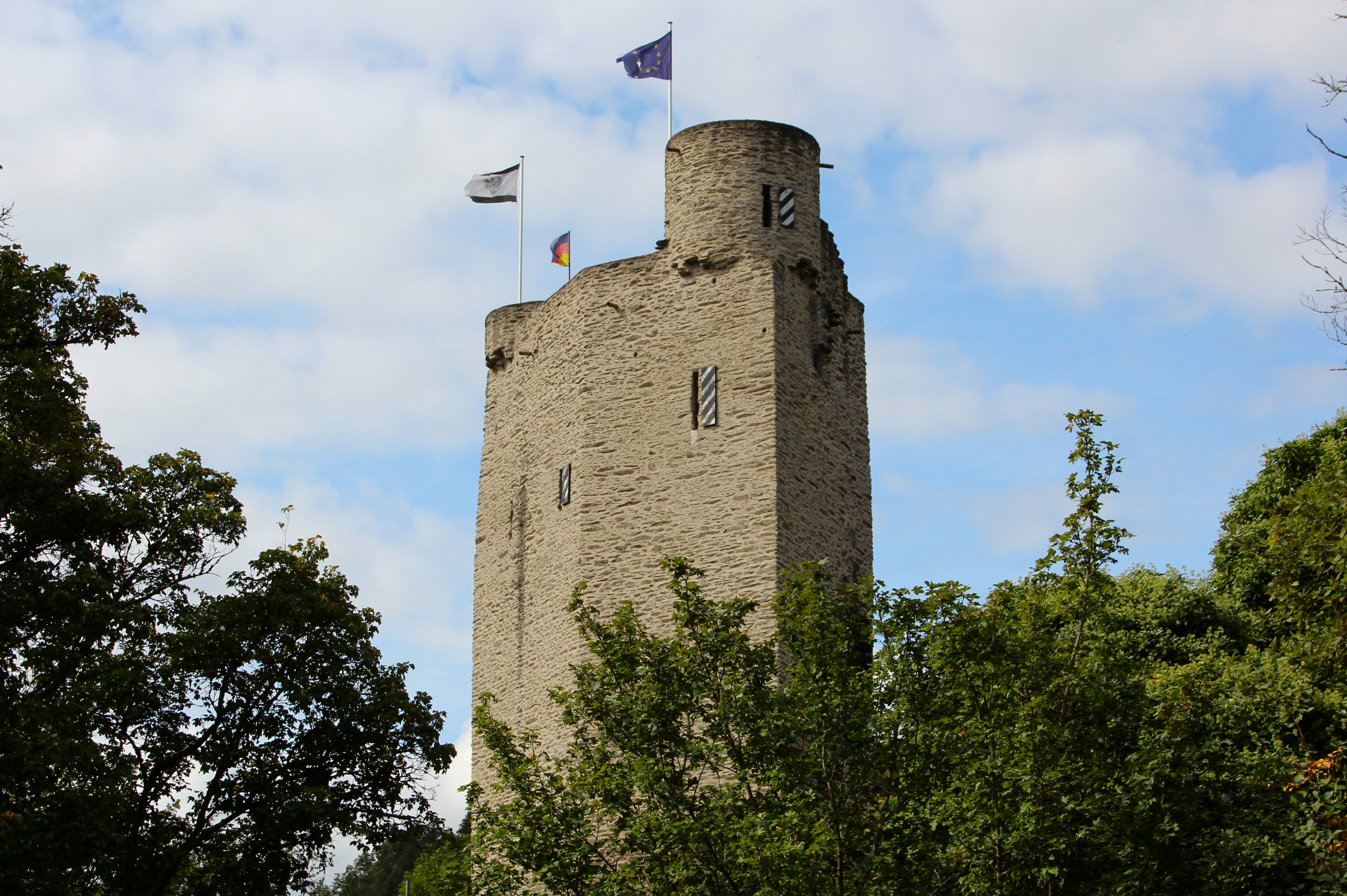
Castillo de Laurenburg

Dudo a veces es mencionado como Tuto de Lurinburg, esto entre 1093 y 1117. Dudo construyó el castillo de Laurenburg en la región del Lahn, a unos pocos kilómetros río arriba de Nassau alrededor de 1090 como sede de su señorío. Se lo menciona por primera vez en un documento en la supuesta carta fundacional de la abadía de Maria Laach en 1093 (aunque muchos historiadores consideran que el documento es inventado). En 1159, el castillo de Nassau se convirtió en la sede del gobierno, y la casa ahora lleva el nombre de este castillo. En una carta fechada en 1134 (después de su muerte) se lo menciona como conde de Laurenburg.

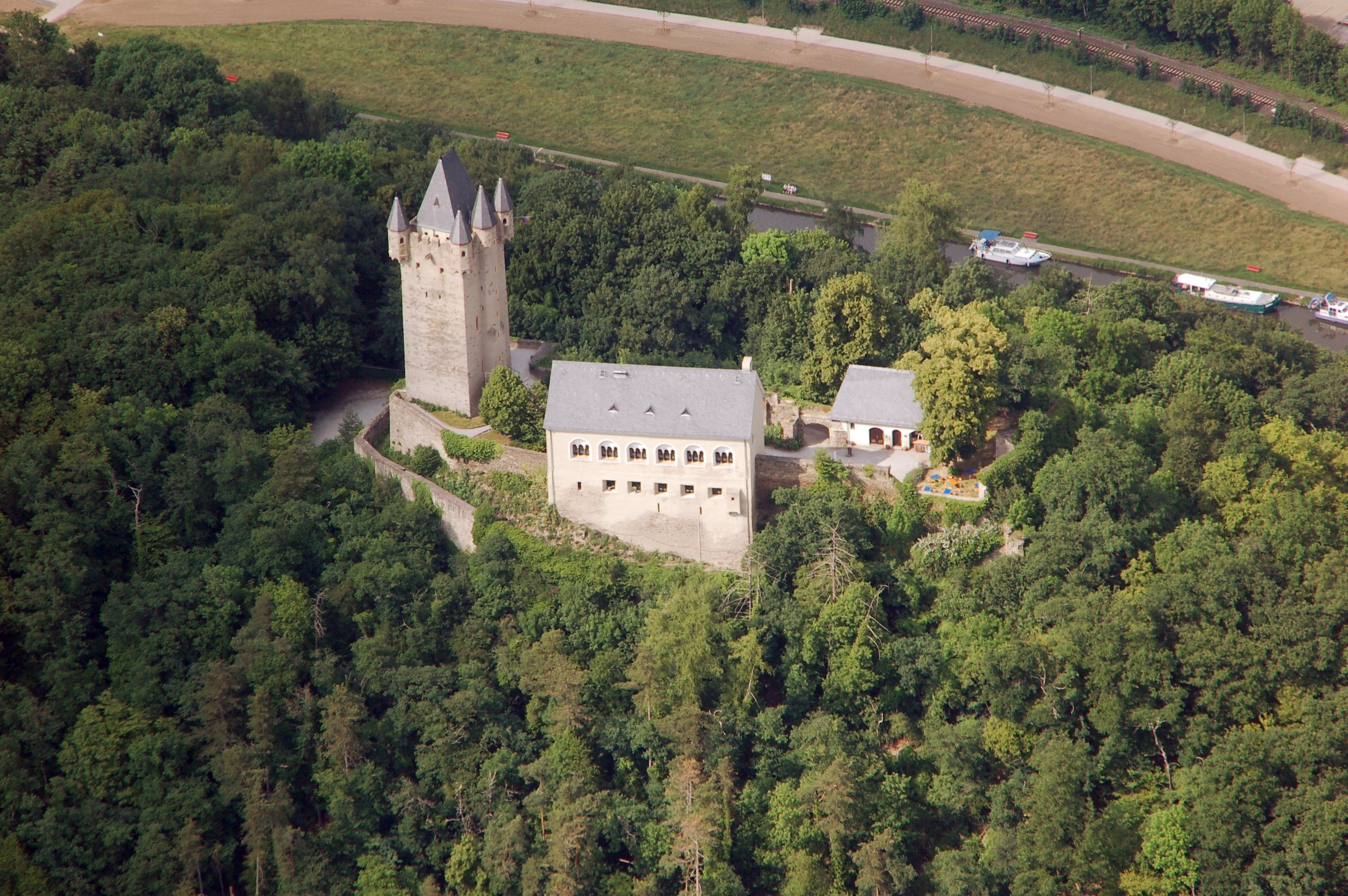
Castillo de Nassau, considerado el origen de la familia

El castillo de Nassau se convirtió en la sede de la dinastía en 1159.
En 1117, Dudo donó tierras a la abadía de Schaffhausen para la construcción de un monasterio en Lipporn. Alrededor de 1117, Dudo, conde de Laurenburg, fundó en Lipporn un priorato benedictino dedicado y nombrado en honor a San Florín de Coblenza, y dependiente de la abadía benedictina de Todos los Santos en Schaffhausen. Alrededor de 1126, su hijo, Ruperto I, conde de Laurenburg, el Vogt de Lipporn , lo estableció como una abadía separada e independiente. Los edificios románicos se construyeron entre 1126 y 1145, presumiblemente con una basílica de tres naves . La abadía incluía un monasterio para monjes y uno pequeño e independiente para monjas.
En 1122, Dudo recibió el castillo de Idstein en el Taunus como feudo del arzobispado de Maguncia . Esto formaba parte de la herencia del conde Udalrich de Idstein-Eppstein. También recibió el cargo de vogtship de la ricamente dotada abadía benedictina de Bleidenstadt (en la actual Taunusstein).
Los condes de Laurenburg y Nassau ampliaron su autoridad bajo los hermanos Roberto (Ruprecht) I (1123-1154) y Arnoldo I de Laurenburg (1123-1148). Roberto fue la primera persona en llamarse a sí mismo conde de Nassau, pero el título no fue confirmado hasta 1159, cinco años después de la muerte de Roberto. El hijo de Roberto, Walram I (1154-1198), fue la primera persona en recibir legalmente el título de conde de Nassau.
La cronología de los condes de Laurenburg no es segura y el vínculo entre Roberto I y Walram I es especialmente controvertido. Además, algunas fuentes consideran que Gerhard, mencionado como co-conde de Laurenburg en 1148, era hijo del hermano de Roberto I, Arnoldo I. Sin embargo, Erich Brandenburg en su Die Nachkommen Karls des Großen afirma que lo más probable es que Gerhard fuera hijo de Roberto I, porque Gerard era el nombre del abuelo materno de Beatriz de Limburgo.

## Escudo de Armas

### Antecedentes y orígenes
El escudo de armas de la línea otoniana de la casa de Nassau se muestra a continuación. Sus primos lejanos de la línea Walramiana agregaron una corona de gules para distinguirlos. No hay documentación sobre cómo y por qué llegaron a existir estas armas. Como símbolo de nobleza, el león siempre fue popular en la cultura occidental desde Hércules. Usar la insignia heráldica de una potencia dominante era una forma, y sigue siendo, de mostrar lealtad a esa potencia. No usar esa insignia es una forma de mostrar independencia. Los Países Bajos, como territorios limítrofes del Sacro Imperio Romano Germánico y Francia, tenían muchos ejemplos de esto. El león se usó tanto en los Países Bajos como en varias provincias y familias, lo que causó que se convirtiera en el escudo nacional de la República Holandesa y sus estados sucesores, los Países Bajos, Bélgica y Luxemburgo. El azur, por su proximidad al púrpura, también era un color popular para aquellos con aspiraciones reales. Los billetes podían haber sido cualquier cosa, desde bloques de madera hasta abstracciones de los refuerzos que mantenían unido el escudo. El hecho de que se tratara de armas muy similares a las de los condes de Borgoña (también llamado Franco Condado) no parecía causar demasiada confusión. También se cumplía con uno de los principios básicos de la heráldica, que las armas no podían repetirse dentro de un reino, pero se consideraba que Nassau estaba en el Reino de Alemania, mientras que el Franco Condado estaba en el reino de Borgoña.
Los escudos de soberanía también muestran los territorios que la dinastía afirma gobernar. Los principales son:
- El Principado de Orange, que les dio su título principal y el derecho a un estatus igual al de todos los demás gobernantes soberanos del mundo, Príncipe de Orange.

Entonces,
- El señorío de Chalons y Arlay, un gran conjunto de tierras en el Franco Condado

El condado de Ginebra
Y en Alemania,
- Condado de Katzenelnbogen, un gran conjunto de tierras cerca del condado de Nassau
- El condado de Dietz, también cerca del condado de Nassau
- Condado de Meurs, que limita con el noreste de los Países Bajos.

Finalmente, en los Países Bajos, la verdadera base de su riqueza y poder:
- Condado de Vianden, en el sur de los Países Bajos, a lo largo del río Mosa.
- Marquesado de Vlissingen (Flushing) y KampenVeere , que se encontraba a lo largo de la desembocadura del Rin y las rutas comerciales a través del Mar del Norte y el mundo más allá.
- Condado de Buren, también a lo largo del delta del Rin, pero más hacia el interior.

En la mayoría de las haciendas de las provincias más pobladas de Holanda y Zelanda, la tierra en sí era secundaria frente a las ganancias del comercio que fluía a través de ella.
| Armas de las ramas principales | Armas de las ramas principales |
| ------------------------------ | ------------------------------ |
|                                |                                |
| Línea otoniana                 | Línea walramiana               |

### Escudos de los territorios de lospríncipes de Orange
| Armas de los territorios de los príncipes de Orange | Armas de los territorios de los príncipes de Orange | Armas de los territorios de los príncipes de Orange | Armas de los territorios de los príncipes de Orange |
| --------------------------------------------------- | --------------------------------------------------- | --------------------------------------------------- | --------------------------------------------------- |
|                                                     |                                                     |                                                     |                                                     |
| Principado de Orange                                | Señorío de Charlon-Arlay                            | Condado de Ginebra                                  |                                                     |
|                                                     |                                                     |                                                     |                                                     |
| Condado de Katzenelnbogen                           | Condado de Dietz                                    | Condado de Vianden                                  |                                                     |
|                                                     |                                                     |                                                     |                                                     |
| Marca de Vlissingen y KampenVeere                   | Condado de Buren                                    | Condado de Meurs                                    |                                                     |

### Armas de las ramas de Nassau
| Armas de los Grandes Duques de Luxemburgo                         | Armas de los Grandes Duques de Luxemburgo      | Armas de los Grandes Duques de Luxemburgo      | Armas de los Grandes Duques de Luxemburgo                     | Armas de los Grandes Duques de Luxemburgo |
| ----------------------------------------------------------------- | ---------------------------------------------- | ---------------------------------------------- | ------------------------------------------------------------- | ----------------------------------------- |
|                                                                   |                                                |                                                |                                                               |                                           |
| Escudo de armas de Adolfo de Alemania, Rey de romanos (1292-1298) | Armas del Gran Duque de Luxemburgo (1890-1898) | Armas del Gran Duque de Luxemburgo (1898-2000) | Escudo personal del Gran Duque de Luxemburgo (2000-presente). |                                           |

| Armas de los Príncipes de Orange                                              | Armas de los Príncipes de Orange                  | Armas de los Príncipes de Orange                   | Armas de los Príncipes de Orange              | Armas de los Príncipes de Orange                                            |
| ----------------------------------------------------------------------------- | ------------------------------------------------- | -------------------------------------------------- | --------------------------------------------- | --------------------------------------------------------------------------- |
|                                                                               |                                                   |                                                    |                                               |                                                                             |
| Escudo de armas de René de Chalon y Nassau como Príncipe de Orange, 1530-1544 | Armas del Príncipe de Orange 1544-1582, 1584-1618 | Armas del Príncipe de Orange, 1582-1584, 1625-1702 | Armas alternativas de los Príncipes de Orange | Armas de Guillermo III como Rey de Inglaterra, Escocia e Irlanda, 1688-1702 |

| Armas de los Reyes de los Países Bajos        | Armas de los Reyes de los Países Bajos                         | Armas de los Reyes de los Países Bajos                                 | Armas de los Reyes de los Países Bajos                                       |
| --------------------------------------------- | -------------------------------------------------------------- | ---------------------------------------------------------------------- | ---------------------------------------------------------------------------- |
|                                               |                                                                |                                                                        |                                                                              |
| Armas del Rey de los Países Bajos (1815-1907) | Armas de los Reyes y Reinas de los Países Bajos, 1907-presente | Armas del Príncipe de Orange, heredero de los Países Bajos (1980-2013) | Armas de la Princesa de Orange, heredera de los Países Bajos (2013-presente) |